# Noyal-sous-Bazouges
Noyal-sous-Bazouges é uma comuna francesa na região administrativa da Bretanha, no departamento Ille-et-Vilaine. Estende-se por uma área de 15,12 km². Em 2010 a comuna tinha 390 habitantes (densidade: 25,8 hab./km²).